# Rhein (foto)
Rhein, também conhecido como Rhein I, é uma foto colorida criada pelo fotógrafo alemão Andreas Gursky em 1996. A foto teve uma edição de seis cópias. Esta foi a primeira versão de uma foto que se tornou mais conhecida com sua segunda versão, Rhein II, em 1999. Uma impressão da foto original foi vendida por U$$ 1.925.000 na Phillips, em 16 de maio de 2013.
A foto foi criada com manipulação digital, que removeu várias referências humanas, incluindo pessoas e edifícios. O resultado final, mostrando o rio fluindo por campos verdes, sob um céu azul nublado, possui semelhanças com as pinturas abstratas de Barnett Newman. Peter Galassi afirmou que: "Por trás do gosto de Gursky pela clareza imponente de formas paralelas ininterruptas que abrangem um retângulo esguio, está uma rica herança da estética redutivista, de Friedrich a Newman a Richter a Donald Judd ... (com) imagens que parecem versões horizontais das pinturas de Newman."
Três impressões desta foto estão entre as mais caras já vendidas. Uma impressão foi vendida por US$ 2.098.500 na Sotheby's, Nova York,em 10 de maio de 2011, e outra por US$ 1.925.000 na Phillips, em 16 de maio de 2013.